# Pearl Witherington
Cecile Pearl Witherington (Parijs, 24 juni 1914 — Châteauvieux, 24 februari 2008) was in de Tweede Wereldoorlog een Brits geheim agent in dienst van Special Operations Executive (SOE) in Frankrijk. Daar leidde zij het effectieve netwerk ‘Wrestler’.

## Jeugd
Pearl Witherington was de oudste dochter van Gertrude Hearn en Wallace Seckham Witherington (1879-1932). Haar vier broers stierven in hun kindertijd; zij had ook drie zusters. Het gezin behoorde tot de verarmde landadel. Haar vader was een alcoholist. Na de echtscheiding van hun ouders woonden Pearl Witherington en haar zussen bij haar moeder. In Frankrijk groeide zij tweetalig op, zodat ze vloeiend Engels en Frans sprak.

## Tweede Wereldoorlog
Bij het uitbreken van de Tweede Wereldoorlog meldde Witherington zich bij de Britse ambassade als vrijwilliger. Zij werd aangenomen als ‘codeklerk’ (cipher clerk) voor hun luchtmachtattaché. Begin 1940 was het overige personeel plots gevlucht naar Tours. In reactie hierop nam Witherington haar moeder en zusters mee naar het nog niet bezette Marseille — haar verloofde, Henri Cornioley, bleef in Frankrijk.
SOE
Na repatriëring kreeg zij via het Ministerie van de Luchtmacht een functie als persoonlijk assistent van een opperofficier, maar ze vond dit werk te tam en niet passen bij een Witherington in oorlogstijd. Daarom meldde zij zich aan als vrijwilliger voor de Franse sectie van SOE, waar ze guerrilla- en sabotagetactieken kreeg aangeleerd en een goed schutter bleek te zijn. Vervolgens werd Witherington ondergebracht bij de Women's Auxiliary Air Force (WAAF).
Netwerk Stationer

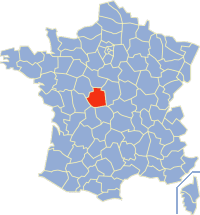
Het door Witherington opgezette Wrestler-netwerk, opereerde veelal in het departement Indre

In de nacht van 22 op 23 september 1943 is Witherington boven Frankrijk gedropt in de buurt van Tendu. Ze werd courier voor oud-RAF-officier Maurice Southgate, die in centraal Frankrijk het SOE-netwerk Stationer leidde. Cornioley maakte hier ook deel van uit. Witherington ging voor vertegenwoordiger in cosmetica door, onder de schuilnaam Genevieve Touzalin. De groep leidde saboteurs op, die moesten voorkomen dat de nazi’s zich zouden kunnen terugtrekken, zodra de geallieerden hun invasie zouden beginnen. Southgate werd op 1 mei 1944 gearresteerd door de Gestapo. Witherington wist bij toeval te ontkomen en zette in de regio Sologne het netwerk Wrestler op.
Netwerk Wrestler
Het nieuwe netwerk besloeg het gebied tussen Valençay, Issoudun en Châteauroux en bestond uiteindelijk uit ongeveer 3 000 getrainde en bewapende manschappen van de Maquis. Destijds hadden vrouwen in Frankrijk geen kiesrecht en was hun rol doorgaans ondergeschikt aan die van mannen. Witheringtons leiderschap was echter onbetwist. De nazi’s hadden inmiddels een beloning van 1 miljoen francs uitgeloofd voor haar gevangenname, maar niemand verraadde haar.
Na de landing op Normandië bracht de groep Wrestler het treinverkeer in de regio nagenoeg geheel tot stilstand en overviel wegtransporten die op weg waren naar het front. Daarnaast dreef zij in totaal 18 000 manschappen in het nauw, zodat deze zich overgaven en aan de geallieerden konden worden uitgeleverd.
Engeland en de VS
Naderhand gingen Witherington en Cornioley naar Engeland, waar zij op 26 oktober 1944 in het huwelijk traden. Na de bevrijding van Frankrijk werd Pearl Witherington op propagandamissie gestuurd naar de VS. Dit is geen succes geworden, doordat zij niet voldeed aan het glamoureuze beeld dat Amerikaanse vrouwen hadden van geheim agenten.

## Burgerleven

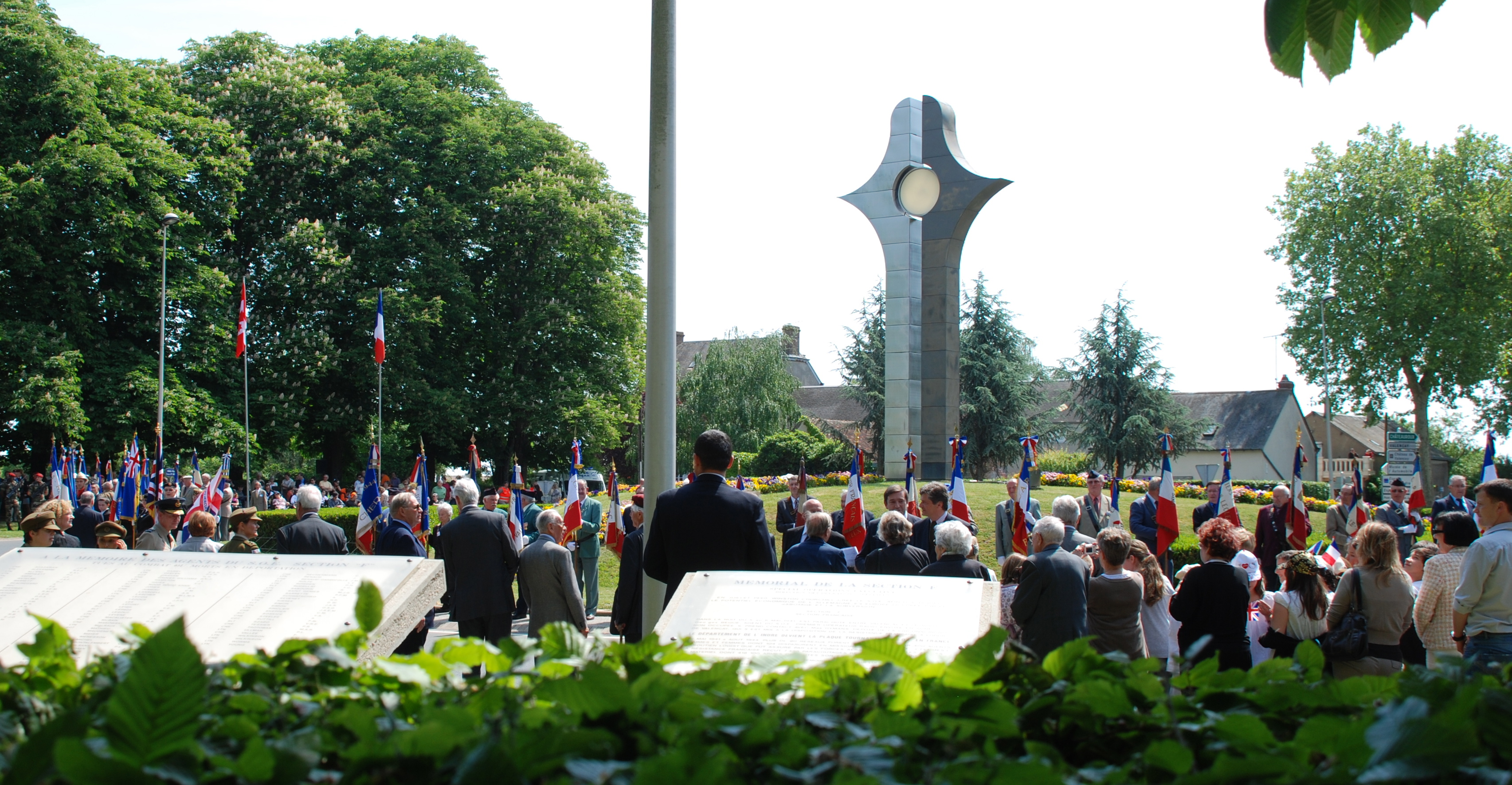
Het SOE-monument in Valençay tijdens de viering van het 20-jarig bestaan ervan.

In 1946 keerde het gezin Cornioley terug naar Parijs, waar Witherington jarenlang het secretariaat van de Wereldbank runde. Henri werd weer apotheker. Zij kochten een huis in de rue Pergolèse. Na haar pensionering ging de gezondheid van Henri Cornioley achteruit en namen zij hun intrek in een verzorgingshuis in Châteauvieux, op de oude frontlinie van netwerk Wrestler.
In deze periode spanden Witherington en Cornioley zich in voor de oprichting van een monument ter nagedachtenis aan de omgekomen SOE-agenten in Frankrijk. Dit werd in 1991 gerealiseerd met een kunstwerk van kunstenaar en oud-verzetsstrijder Elizabeth Lucas Harrison, dat op 6 mei 1991 in Valençay is onthuld door minister van Veteranenzaken André Méric, in het bijzijn van de Britse Queen Mother. De namen van 13 vrouwen en 91 mannen staan erop vermeld.
Met hulp van journalist Hervé Larroque bracht Witherington in 1996 haar autobiografie uit onder de titel ‘Pauline: parachutée en 1943, la vie d’une agent du SOE’ (Pauline: geparachuteerd in 1943, het leven van agente van de SOE). Pauline was de schuilnaam die zij in netwerk Wrestler gebruikte.
Henri Cornioley stierf in 1999. Ruim acht jaar later overleed Pearl Witherington op 24  februari 2008.

## Eerbetoon

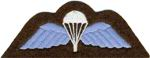
RAF parawings

Pearl Witherington kreeg in 1945 een burger MBE toegestuurd, die zij retourneerde omdat ze in de krijgsmacht had gevochten. Het Ministerie van de Luchtmacht reikte haar daarop een militaire MBE uit. In 2004 werd zij bevorderd tot commandeur in deze orde (Commander in the Most Excellent Order of the British Empire; CBE).
Daarnaast is Witherington in 1946 in Frankrijk benoemd tot ridder in het Légion d'honneur en ontving zij een Croix de guerre 1939-1945 en een Médaille de la Résistance française.
Na zes decennia ontving zij in april 2006 alsnog haar Parachute Wings.
| Commander of the Order of the British Empire |                 |                           |
| Légion d'honneur (Chevalier)                 | Croix de Guerre | Médaille de la Résistance |

- Bibliothèque nationale de France: cb13535462x (data)
- Gemeinsame Normdatei: 1043567364
- International Standard Name Identifier: 0000 0000 0186 2893
- Library of Congress Control Number: n2013014667
- SNAC: w6f58gcb
- Système universitaire de documentation: 192180509
- Virtual International Authority File: 32160148
- WorldCat: E39PBJv8FKV6rPC3Y4MM6BBQMP